# Evangelijní harmonie
Diatessaron neboli harmonie evangelií či evangelijní harmonie (latinsky harmonia evangelica, německy převážně Evangelienharmonie "evangelijní harmonie", plurál diatessara, z řeckého „skrze čtyři“) je označení kompilace evangelií do jednoho literárního díla. Diatessaron vznikl někdy před rokem 256 (jeden jeho zlomek se našel v Dura Europos), pravděpodobně již okolo roku 160 v syrštině; originálním jazykem mohla však být i řečtina. Jeho autorem byl Tatianos (neboli Tatianus či Tacián). Jediná dochovaná úplná verze je však v arménštině; ze syrského originálu se dochovaly asi jen 2/3. Aby se od 4. století Diatessaron odlišil od čtyř evangelií v starosyrském překladu, nazýval se evangelion da-mehalleté (evangelium smíšených), zatímco čtyři evangelia se nazývala evangelion da-mefarrešé (evangelium oddělených).
Tatianos, aby vyřešil rozpory mezi čtyřmi kanonickými evangelii, sloučil je dohromady a vytvořil tak jediné, souvislé evangelium. Nečerpal však jen z kanonických materiálů, ale používal i některé apokryfní texty, zvláště pro popis Ježíšova dětství.
Diatessaron byl standardním evangelijním textem syrských církví až přibližně do 5. století. Biskup Teodoret z Kyrrhu v 5. století nalezl ve své diecézi celkem 200 užívaných rukopisů a snažil se je vytlačit zavedením čtyř kanonických evangelií, což se mu a jeho nástupcům podařilo.

## Němčina
Ve staré němčině jsou známy tři evangelijní harmonie (všechny z 9. století):
- Starohornoněmecký Tatian (Althochdeutscher Tatian) - vznikl za redakce Hrabana Maura ve Fuldě kolem roku 830. Nejstarší německá evangelijní harmonie.
- starosaský Heliand - sepsán cca v letech 830-850 ve Fuldě[1] neznámým autorem, psán starou sasštinou (altsächsisch) (Heliand znamená starosasky Spasitel (novoněmecky Heiland))
- starohornoněmecký, přesněji starojihorýnofrancký Evangelienbuch Otfrid z Otfrida z Weißenburgu (nejstarší německý básník, jehož jméno známe; studoval ve Fuldě u Hrabana Maura a jeho evangelijní harmonie je metrickým přepracováním Maurova Tatiana[2]) – vznikl kolem roku 865, psán ve starém franckém nářečí. Poprvé v německé poezie je zde použit koncový rým (Endreim) místo tzv. Stabreimu[3]

Tyto evangelijní harmonie jsou psány jazykem dnešnímu čtenáři naprosto nesrozumitelným. Krátké ukázky z Helianda a Otfridovy Evangelienbuch v moderní němčině jsou k dispozici v čítance GLOSIKOVÁ, Viera, JIČÍNSKÁ, Veronika. Anthologie der deutschen Dichtung (Bd. I). Praha: Univerzita Karlova - Pedagogická fakulta, 2007. (s. 16-20), ukázky a překlady do moderní němčiny (a někdy i češtiny) všech tří staroněmeckých evangelijních harmonií jsou k dispozici také v dnes již hůře dostupné knize SIEBENSCHEIN, Hugo, ZATOČIL, Leopold. Stručné dějiny německé literatury do roku 1250 : s ukázkami originálů a jejich překlady. Praha: SPN, 1958. (s. 43-52, 63-70). Všechny tři skladby jsou psány v tzv. Langzeilen (Langzeile se skládá ze dvou čtyřstopých veršů, tzv. Kurzzeilen, které bývají v moderních edicích psávány na jednom řádku a odděleny mezerou.) Jejich rýmem byl tzv. Stabreim - rým na přízvučných slabikách.

## Heslo zOttova slovníku naučného
„Evangelická harmonie.
Čtyři evangelia, hlavně tři první, ukazují mezi sebou nápadnou příbuznost, tak že ve mnohých zprávách často i ve slovech mezi sebou se shodují, kdežto zase ve mnohých místech od sebe se liší. Tento zjev byl již v prvých dobách křesťanských pohnutkou k pokusům, souhlas čili harmonii evangelií ukázati, což hlavně proti héretikům nutným shledáno bylo. První takový pokus učinil v 2. pol. II. století žák sv. Justina mučenníka, Tatián, který sbírku jakousi a řetěz čtyř evangelií složil, již Diatessarón (v. t.) nazval. Od tohoto díla odvislými jsou skoro všecky harmonie, které ve středověku vydány byly. Nové neřídké harmonie začaly se vydávati od století XVI., které jinou, a sice lepší, cestou se ubírají. Mezi nejnovější od katolíků vydané harmonie náleží: F. A. H. Patritii S. J.: de Evangeliis, liber II. (Freiburk, 1852, řecky a lat); J. Cl. Fillion, Synopsis evangelica (Paříž, 1882); J. B. Lohmann, S. J. Vita Domini N. e quatuor Evangeliis ipsis ss. librorum verbis concinnata (Paderborn, 1887); nejkratší nalézá se v Cornélyho S. J.: Analyses librorum sacrorum N. T. (Paříž, 1888). dk.“